# Макеев, Николай Константинович
Никола́й Константи́нович Маке́ев (1920—1998) — советский актёр театра и кино, Народный артист Российской Федерации (1995), заслуженный артист Карело-Финской ССР (1955).

## Биография
Окончил в 1942 году Московское театральное училище имени М. С. Щепкина (класс И. Я. Судакова). В течение одного сезона работал во фронтовом филиале Малого театра.
Участник Великой Отечественной войны.
В 1945—1948 годах — актёр Драматического театра Северного флота.
В 1948—1959 годах — ведущий актёр Театра русской драмы Карело-Финской ССР.
С 1959 года работал в Московском драматическом театре имени М. Н. Ермоловой.
Похоронен в Москве на Донском кладбище.

## Творчество

### Театральные работы
- 1949 — Саня Григорьев — «Два капитана» — В. Каверин
- 1950 — Шут — «Двенадцатая ночь» — У. Шекспир
- 1954 — Протасов — «Дети Солнца» — М. Горький
- 1954 — Ведерников — «Годы странствий» — А. Арбузов
- 1956 — Штубе — «Разлом» — Б. Лавренёв
- 1957 — Дульчин — «Последняя жертва» — А. Островский
- 1958 — Росс — «Последняя остановка» — Э.-М. Ремарк
- 1959 — Патлай — «Трасса» — И. Дворецкий

и другие.

### Роли в кино и на телевидении
- 1957 — Василий Ерёмин — «Балтийская слава»»
- 1963 — «Левашов» (фильм-спектакль)
- 1967 — «Его звали Роберт»
- 1972 — Максим Русаков — «Не в свои сани не садись» (фильм-спектакль)
- 1972 — Дмитрий Алексеевич — «Свободный час» (фильм-спектакль)
- 1973 — Олег Иваненко — «Разные люди» (фильм-спектакль)
- 1975 — Помигалов — «Прошлым летом в Чулимске» (фильм-спектакль)
- 1977 — Милицин — «Разлом» (фильм-спектакль)
- 1978 — Николай Кухаренко — «Диалоги» (фильм-спектакль)
- 1978 — Афанасьев — «Месяц длинных дней» (фильм-спектакль)
- 1978 — Отец Яков — «Стойкий туман» (фильм-спектакль)
- 1979 — Тетюев — «Горное гнездо» (фильм-спектакль)
- 1979 — Бубнич — «Ярость» (фильм-спектакль)
- 1980 — Иванов — «В порядке исключения» (фильм-спектакль)
- 1982 — боярин Морозов — «Василиса Мелентьева» (фильм-спектакль)
- 1986 — Максим Медынский — «Накануне отъезда» (фильм-спектакль)
- 1987 — мистер Оксенби — «Костюмер» (фильм-спектакль)
- 1989 — «Приговор» (фильм-спектакль)